# لشکرکشی آئیتاپه-وواک
لشکرکشی آئیتاپه-وواک (انگلیسی: Aitape–Wewak campaign) یکی از آخرین عملیات‌های جنگ اقیانوس آرام در جنگ جهانی دوم بود. بین نوامبر ۱۹۴۴ و پایان جنگ در اوت ۱۹۴۵، لشکر ۶ استرالیا با پشتیبانی هوایی و دریایی، در شمال امپراتوری ژاپن در حال جنگیدن بود. این عملیات توسط استرالیایی‌ها به عنوان یک عملیات «پاکسازی» در نظر گرفته می‌شد و اگرچه در نهایت برای آنها موفقیت‌آمیز بود و نیروهای ژاپنی از مناطق ساحلی پاکسازی و به داخل کشور رانده شدند، اما در شرایط دشوار جنگل، تلفات ناشی از جنگ و بیماری بالا بود. با توجه به اینکه ژاپن در آستانه شکست بود، چنین تلفاتی بعداً منجر به زیر سؤال رفتن ضرورت استراتژیک این عملیات شد.